# 봄여름가을겨울
봄여름가을겨울은 1986년에 결성된 대한민국의 밴드다. 春夏秋冬(한자), SSaW(영문)으로 표기하기도 한다.

## 역사
1986년 김종진, 전태관, 유재하, 장기호는 선배 김현식과 함께 "김현식과 봄.여름.가을.겨울"을 결성했고 전태관과 초등학교 동창인 유재하의 탈퇴 이후 장기호와 초등학교 동창이면서 같은 해군홍보단 출신이었던 박성식의 합류로 김현식 3집 "김현식과 봄.여름.가을.겨울"을 발표하였으며 김종진이 작사, 작곡한 〈쓸쓸한 오후〉가 이 앨범에 실려 있다. 1988년 김현식이 대마초 사건으로 활동을 못하게 되기 전에 유재하는 사망하면서 그룹을 떠났고, 장기호는 유재하 자리를 이었던 박성식과 함께 2인조 빛과 소금으로 독립했다. 김종진과 전태관은 2인조 봄여름가을겨울로 뭉쳤다. 첫 앨범이자 1집 앨범 《봄여름가을겨울》을 발매했고 수록된 10곡 중 3곡이 연주곡으로, 국내 가수 최초로 연주곡이 타이틀곡에 이어서 화제가 되었다. 대표곡으로는 〈사람들은 모두 변하나봐〉와 〈항상 기뻐하는 사람들〉이 있다.
1989년 2집 "《봄.여름.가을.겨울 2 - 나의 아름다운 노래가 당신의 마음을 깨끗하게 할 수 있다면...》" 발매. 대표곡으로는 〈어떤이의 꿈〉, 언더그라운드 차트 1위를 차지한 〈내 품에 안기어〉와 〈열일곱 그리고 스물넷〉이 있다. 특히 `어떤이의 꿈`은 2003년에 크래쉬가 리메이크하기도 했다. 1991년 국내 최초의 본격 라이브 앨범인 《봄여름가을겨울 Live》를 발매했고 100만장 이상의 판매고를 올리며, 라이브 앨범의 새로운 장을 개척하였다. 신곡으로는 〈외롭지만 혼자 걸을 수 있어〉와 〈가을이야〉가 있다. 1992년 국내 가수로는 최초로 미국에서 앨범의 전 과정을 제작한 3집 《농담, 거짓말 그리고 진실》 발매했고 봄여름가을겨울의 음악적 변신과 완성도를 보여주는 앨범으로 남아있다. 사진가 김중만의 뉴욕사진이 들어있는 10여쪽의 앨범속지를 포함했으며 대표곡으로는 〈10년전의 일기를 꺼내어〉와 〈아웃사이더〉가 있다.
1993년 3집과 마찬가지로 미국에서 전 과정을 제작한 4집 앨범 《I Photograph to Remember》를 발매했다. 3집의 소리가 대중적이었다면 4집은 음악적으로 완벽한 소리를 전하려고 한 앨범이다. 대표곡으로는 〈영원에 대하여〉와 〈잃어버린 자전거에 얽힌 지난 이야기〉가 있다. 또한 1994년에 발표한 5집 《Mystery》는 15곡이 한 앨범에 들어있다. "We wanna go back to the past"라는 메시지를 담은 모르스 신호로 시작하여 음악적 성향의 선회를 알 수 있다. 대표곡으로는 신중현의 곡을 리메이크한 〈미인〉, 〈새벽 2시 5분〉이 있다. 1996년 결성 10주년을 기념하여 나온 6집 《Banana Shake》는 국내 최초로 CD케이스를 깡통형식으로 만들었으며, CD플러스로 제작, 노래 외에도 신경을 많이 쓴 Enhanced CD 앨범. 신해철, 이현도, 이주노, 이소라 등 후배가수들이 참여, 대표곡으로는 〈바나나 쉐이크〉, 〈하는 일이 잘 되지 않을 때엔〉이 있다. 1998년 베스트 앨범인 《Best of the Best》 발매. 노래 모음과 연주곡 모음 두 장으로 나뉘어 있으며, 연주곡 모음의 경우 역대 연주곡들이 대부분 수록. 〈봄 여름 가을 겨울〉과 〈항상 기뻐하는 사람들〉의 그들의 연주 경력과 걸맞게 새로운 편곡으로 리메이크 되었고, 〈언제나 겨울〉이 신곡으로 실려 있다.
2000년 1999년 12월 31일 문화체육관 원형회전무대에서 열린 자정 공연 실황을 담은 "봄여름가을겨울 生生 LIVE!" 해피뉴밀레니엄이 2000장 한정판으로 발매됐고 공연에 참석한 관객들에게 한하여 배송되었다. 2002년 7집 정규음반인 "《Bravo, My Life!》" 발매. 6집의 세기말의 우울함에서 벗어나 새 천년의 희망을 읽을 수 있는 앨범. 인터넷을 통해 〈Too old to rock'n'roll, too young to die〉와 〈내게 돌아와〉가 Hidden Track의 형식으로 공개되었고, 유희열, 정원영, 김현철, 윤상, 이적, 정재일 등 음악동료들이 참여하였으며, 대표곡으로는 〈Bravo, My Life!〉와 〈화해연가〉가 있다. 2003년 절판되었던 베스트 앨범인 《Best of the Best》가 김중만의 사진앨범 책자 형식 및 리패키지 앨범으로서 《BEST OF THE BEST BOM YEO-REUM GAEUL KYEO-UL SONG, INSTRUMENTAL AND THEIR STORY》라는 이름으로 재발매됐고 9월에는 노래를 담은 모음과 연주곡 모음이 따로 발매되었다.
2004년 11월 Club Cosmo에서 있었던 와인 콘서트 실황을 담은 라이브 앨범 《I am SSaW Dizzy》를 발매했다. 이 앨범으로 "Wine & Music Series"가 시작되며, 지금껏 봄여름가을겨울의 음악과는 달리 3인조 Rock Style을 느낄 수 있다. 2005년 11월 Club Agua에서 있었던 와인 콘서트 실황을 담은 "Wine & Music Series"의 2번째 라이브 앨범 《Oh, Happy Day!》를 발매했는데, 이 앨범은 Latin & Raggae 풍으로 편곡한 봄여름가을겨울의 곡들을 들을 수 있다. 2006년 11월에는 Casa del Vino에서 있었던 공연을 담은 "Wine & Musie Series"의 3번째 앨범인 "《Feel SSaw Good》"가 발매되었으며 Urban Jazz풍으로 편곡한 봄여름가을겨울의 곡들을 들을 수 있다. 2008년 3년에 걸친 저작권 소송의 판결로 상기 모든 음반의 온라인 판권 및 오프라인 컴필레이션 판권을 획득하였고 9월에 20주년 기념앨범인 8집 《아름답다, 아름다워!》를 발매하였으며, 자신의 1집 앨범의 형식을 차용하여 봄, 여름, 가을, 겨울의 부제를 가진 4곡의 연주곡을 담았다. 특히 이 앨범에서는 이화여대 배일환 교수가 첼로를 연주한 클래식 악곡 〈아름답다, 아름다워!〉 등이 매니아들로부터 큰 화제를 불러일으키기도 했다.
그러던중 2012년부터 전태관이 신장암 판정을 받고 투병을 하였다. 그는 또한 2014년 11월 27일에는 2004년부터 매년 보졸레 누보의 세계 동시 출시 시점에 맞춰 서울의 와인 바에서 열어온 와인 콘서트 10주년 기념 무대에도 서지 못했다. 그런 전태관의 쾌유를 기원하기 위해 김종진은 2015년 3월 25일 스페인으로 출국, 한 달 남짓 동안 산티아고 순례길 800km를 걷기도 했다.
하지만 그런 김종진의 기원에도 불구하고 전태관은 결국 2018년 12월 27일에 병마를 물리치지 못하고 향년 57세로 세상을 떠났다.
이로 인해 봄여름가을겨울의 멤버는 이전 구성원인 박성식, 장기호를 포함하여 김종진까지 3명만 남게 되었다.

## 구성원
| 멤버 이름 | 활동 기간       | 출생 년도 | 사망 년도 | 비고        |
| --------- | --------------- | --------- | --------- | ----------- |
| 김종진    | 1986년 ~        | 1962년    |           | 단독        |
| 김현식    | 1986년 ~ 1990년 | 1958년    | 1990년    |             |
| 유재하    | 1986년 ~ 1987년 | 1962년    | 1987년    |             |
| 박성식    | 1986년 ~        | 1961년    |           | 이전 구성원 |
| 장기호    | 1986년 ~        | 1962년    |           | 이전 구성원 |
| 전태관    | 1986년 ~ 2018년 | 1962년    | 2018년    |             |

## 음반

### 스튜디오 앨범
1. 봄여름가을겨울 (1988년) maniadb
2. 봄.여름.가을.겨울 2 - 나의 아름다운 노래가 당신의 마음을 깨끗하게 할 수 있다면... (1989년) maniadb
3. 농담, 거짓말 그리고 진실 (1992년) maniadb
4. I Photograph to Remember (1993년) maniadb
5. Mystery (1995년) maniadb
6. Banana Shake (1996년) maniadb
7. Bravo, My Life! (2002년) maniadb
8. 아름답다, 아름다워! (2008년) maniadb
9. 친구와 우정을 지키는 방법 (2018년)
10. Re:union with 빛과 소금 (2019년)

### 라이브 앨범
1. 봄여름가을겨울 Live (1991년) maniadb
2. 봄여름가을겨울 生生 LIVE! Happy New Millenium (2000년) maniadb
3. 한 사람을 위한 콘서트 pt.1 (2020년)
4. 한 사람을 위한 콘서트 pt.2 (2020년)

### WINE & MUSIC SERIES
1. I am SSaW Dizzy (2005년) - Club Cosmo 2004년 11월 18일 maniadb
2. Oh, Happy Day! (2006년) - Club Agua 2005년 11월 19일 maniadb[깨진 링크(과거 내용 찾기)]
3. Feel SSaW Good (2007년) - Casa del Vino 2006년 11월 23일 maniadb
4. You Are SSaW Beautiful! (2008년) - Woo Bar, W Hotel 2007년 11월 23일 maniadb[깨진 링크(과거 내용 찾기)]
5. SSaw WHAT? (2009년) - Woo Bar, W Hotel 2008년 11월 21일 maniadb
6. I'm a SSaW-ul Man! (2010년) - MIEL 2009년 11월 20일 maniadb
7. You are SSaW Vain (2011년) - Villa de Bailey 2010년 11월 23일 maniadb
8. It's SSaW easy! (2012년) - Riverside Hotel 2011년 11월 25일
9. Silly Love SSaW-ngs (2013년) - Cafe M, Maria Callas Hall 2012년 11월 23일 maniadb
10. SSaW Long (2015년) - All That Jazz, 이태원 2014년 11월 27일

### 스페셜 릴리즈
1. DVD: SSaW Long (2015년) - CD/DVD 스페셜 패키지
2. Blu-ray: SSaW Long (2015년) - 세계 최초 Dolby ATMOS 라이브 영상
3. Youtube: 한 사람을 위한 콘서트 pt.1 (2020년) - 스튜디오 라이브 영상 2곡 공개
4. Youtube: 한 사람을 위한 콘서트 pt.2 (2020년) - 스튜디오 라이브 영상 2곡 공개

### 편집 앨범
1. Best of the Best (1998년) maniadb
2. BEST OF THE BEST BOM YEO-REUM GAEUL KYEO-UL SONGS, INSTRUMENTAL AND THEIR STORY (2003년) maniadb
3. SSaw 1988~2013 GRRRNG! (2013) maniadb
4. SSaw 1988~2013 Anthology (2013) maniadb

### 기타 앨범
1. 김현식 III (1986년) - "김현식과 봄여름가을겨울"로 참여 maniadb
2. 최태완 FEATURING 봄여름가을겨울 (1991년) maniadb
3. CAPTAIN FUTURE Vol.1 (1991년) maniadb[깨진 링크(과거 내용 찾기)]
4. Mystery - CD-ROM (1995년) maniadb[깨진 링크(과거 내용 찾기)]
5. Digital Single/EP "더 높은 곳을 향해" (2008년) maniadb[깨진 링크(과거 내용 찾기)]
6. Digital Single/EP "하늘 높이 날아라" (2011년)

### 참여 앨범
1. 신촌블루스 II "황혼" (1989년) - "또 하나의 내가 있다면" 수록 maniadb
2. 정원영 1집 "가버린 날들" (1993년) - "Paradise"에 김종진 featuring maniadb
3. 한상원 1집 "Seoul, Soul, Soul of Sang" (1993년) - "그대의 모습은"에 김종진 피처링 maniadb
4. 내일은 늦으리 2 (1993년) - "기침소리" 수록 maniadb
5. A Tribute To 신중현 (1997년) - "미련" 수록 maniadb
6. 정원영 3집 "Young Mi Robinson" (1998년) - "영미 Robinson"에 김종진 피처링 maniadb
7. 이현도 3집 "D.O Funk" (1998년) - "Sunshine"에 김종진 피처링 maniadb
8. 김현철 8집 "...그리고 김현철" (2002년) - "Caribbean Cruise" 수록 maniadb
9. 재밌는영화 OST (2002년) - "돌아와" 수록 maniadb
10. Lee Jung Sun Forever (2003년) - "외로운 사람들" 수록 maniadb
11. 조성모 "Classic I+I Grand Featuring" (2005년) - "외롭지만 혼자 걸을 수 있어"에 김종진 피처링 maniadb
12. Reds Go Together (2006년) - "월드컵 브라보 Song" 수록 maniadb
13. 45rpm 2집 "Hit-Pop" (2008년) - "행복을 찾는 속삭임"에 김종진 피처링 maniadb

## 같이 보기
- 사랑과 평화
- 김현식
- 유재하
- 빛과 소금